# Viceré del Portogallo

Le armi del Portogallo, tra quelle di Castiglia e Aragona

Questo è l'elenco dei viceré del Portogallo durante l'Unione iberica (1580-1640). Secondo quanto stabilito dalle cortes portoghesi riunite a Tomar nel 1581, la reggenza del Regno del Portogallo doveva sempre essere affidata dal re a un portoghese, o in alternativa ad un membro della famiglia reale spagnola. Tale principio venne generalmente rispettato; in vari periodi inoltre la reggenza venne affidata piuttosto che ad un unico individuo ad un consiglio (junta) composto da ecclesiastici ed aristocratici appartenenti alla nobiltà lusitana.
- 1580-1582: Fernando Álvarez de Toledo, terzo duca d'Alba
- 1583-1593: Alberto VII, Arciduca d'Austria
- 1593-1598: Prima Giunta di Governo:
  - Miguel de Castro, Arcivescovo di Lisbona
  - Juan de Silva[1], conte consorte di Portalegre
  - Francisco de Mascarenhas, conte di Vila da Horta poi conte di Santa Cruz
  - Duarte de Castelo Branco, conte di Sabugal
  - Miguel de Moura, escrivão da puridade
- 1598-1600: Francisco Gómez de Sandoval y Rojas, marchese di Denia e duca di Lerma
- 1600-1603: Cristóvão de Moura, primo marchese di Castel Rodrigo (prima volta)
- 1603-1603: Afonso de Castelo Branco, vescovo di Coimbra e conte di Arganil
- 1603-1603: Cristóvão de Moura, primo marchese di Castel Rodrigo (seconda volta)
- 1603-1605: Afonso de Castelo Branco, vescovo di Coimbra e conte di Arganil (seconda volta)
- 1605-1608: Pedro de Castilho, vescovo di Leiria
- 1608-1612: Cristóvão de Moura, primo marchese di Castel Rodrigo (terza volta)
- 1612-1612: Pedro de Castilho, vescovo di Leiria (seconda volta)
- 1612-1615: Aleixo de Meneses, vescovo di Braga
- 1615-1619: Miguel de Castro, arcivescovo di Lisbona
- 1619-1621: Diogo da Silva e Mendonça, conte di Salinas e marchese di Alenquer
- 1621-1632: Seconda Giunta di Governo:
  - Composizione della giunta tra il 1621 e il 1623: Martim Afonso Mexia, vescovo di Coimbra (presidente); Diogo de Castro, conte di Basto; Nuno Álvares de Portugal
  - Composizione della giunta tra il 1623 e il 1631: Diogo de Castro, conte di Basto (presidente); Afonso Furtado de Mendonça, vescovo di Coimbra e conte di Arganil; Diogo da Silva, conte di Pontalegre
  - Composizione della giunta tra il 1631 e il 1632: António de Ataíde, V conte di Castanheira e di Castro Daire (presidente); Nuno de Mendonça, II conte di Vale de Reis
- 1632-1633: Nuno de Mendonça, II conte di Vale de Reis
- 1633-1633: João Manuel de Ataíde, arcivescovo di Lisbona
- 1633-1634: Diogo de Castro, II conte di Basto
- 1634-1640: Margherita di Savoia, duchessa di Mantova